# Hormilla
Hormilla är en kommun i Spanien.  Den ligger i den autonoma regionen La Rioja i norra delen av landet, 240 km nordost om huvudstaden Madrid. Antalet invånare är 431 (2024).